# Swordigo
Swordigo es un Videojuego de plataformas de acción y aventuras de 2012, creado por el estudio independiente finlandés Touch Foo. El juego es parecido a Zelda II: The Adventure of Link, Metroid y Castlevania: Symphony of the Night.

## Gameplay
Swordigo es un Videojuego de acción y aventura de desplazamiento lateral, En el juego el jugador puede correr, saltar, blandir su espada y usar hechizos mágicos. Al derrotar enemigos, el jugador ganará experiencia para subir de nivel, al subir de nivel puede optar por mejorar unos de sus atributos (salud, poder de ataque o magia). También encontrará nuevos elementos y  equipos que hará el personaje más poderoso y les otorga nuevas habilidades (bombas que revientan ciertas paredes, rayos mágicos, activa botones y golpear enemigos, etc.), además de poder comprar artículos en las tiendas con el dinero obtenido de los enemigos derrotados, cortando césped, destruir cajas y romper jarrones. El jugador puede abrir el mapa en cualquier momento, y se usar para realizar un seguimiento de la ubicación del jugador y las áreas que ya has visitado; también encontrará portales que le permitirá retroceder rápidamente a zonas anteriores.

## Trama
El juego comienza cuando un joven, cuyo nombre se desconoce, despierta de un sueño sobre la muerte de su maestro. Entonces sale de su casa y se aventura en el bosque para encontrar a su maestro, y se sorprende al encontrado muerto. Lee una nota en el cuerpo de maestro, que habla de monstruos oscuros y malvados conocidos como los Corruptores. Luego es atacado por unos de ellos y queda inconsciente. Se despierta tiempo después, dónde el anciano de su aldea lo envía en un viaje para encontrar la espalda mágica llamada Mageblade, la única cosa con capacidad de destruir a los Corruptores. En el camino, se encuentran con el fantasma de su maestro, quien lo indica a la dirección correcta. Eventualmente, el joven héroe encuentra la mazmorra donde generalmente se guarda el Mageblade. Pero lo está esperando el mismo corruptor que mató a su maestro y lo noqueó, quien revelar que destruyeron a Mageblade, Después de matarlos, el héroe adquiere la primera pieza del Mageblade destrozado. Luego continua con su viaje y descubren más hechizos mágicos y es guiado por su maestro fallecido. Finalmente, después de haber ensamblado Mageblade, su maestro lo confronta por última vez y lo envía a otra dimensión llamada Worlds End Keep. Lucha contra un doppelgänger de sí mismo, el Maestro del Caos, el señor de los Corruptores. Después de vencer a su enemigo, el juego termina, pero el texto que se desplaza cuenta la historia de cómo se convirtió en la guardia del rey de Florennumn (una ciudad que aparece en el juego), pero finalmente volvió a su vida tranquila en su pueblo natal.

## Recepción
Swordigo recibió críticas positivas, actualmente con un 86 / 100 en Metacritic. AppSpy obtuvo una puntuación de 5 / 5, elogiando su "juego breve pero increíblemente aditivo", así como su "magnifica presentación y maravillosa banda sonora".

## Comunidad
El juego tiene una comunidad extensa y grande, que incluye modificaciones realizadas y creadas por otras personas de la comunidad. Un equipo notable que lucha por revivir el juego se llama SwordigoPlus, que es el equipo líder en la creación de modificaciones no oficiales. El equipo no cuenta con el respaldo de los creadores de ninguna manera.
Es importante mencionar que estas modificaciones no fueron realizadas por el creador original, e incluso si introducen nuevas características, corrigen errores y nuevas funciones que fueron solicitadas por usuarios de la comunidad, los creadores originales no pueden ayudar con problemas relacionados. 